# Criquebeuf-la-Campagne
Criquebeuf-la-Campagne is een gemeente in het Franse departement Eure (regio Normandië) en telt 207 inwoners (2005). De plaats maakt deel uit van het arrondissement Évreux.

## Geografie
De oppervlakte van Criquebeuf-la-Campagne bedraagt 7,7 km², de bevolkingsdichtheid is 26,9 inwoners per km².
De onderstaande kaart toont de ligging van Criquebeuf-la-Campagne met de belangrijkste infrastructuur en aangrenzende gemeenten.

## Demografie
Onderstaande figuur toont het verloop van het inwonertal (bron: INSEE-tellingen).